# Laelia promissa
Laelia promissa är en fjärilsart som beskrevs av Emilio Berio 1940. Laelia promissa ingår i släktet Laelia och familjen tofsspinnare. Inga underarter finns listade i Catalogue of Life.